# Pedras Altas
Pedras Altas è un comune del Brasile nello Stato del Rio Grande do Sul, parte della mesoregione del Sudeste Rio-Grandense e della microregione di Jaguarão.